# 曙光鳥屬
曙光鳥屬亦譯為黎明鳥，為已經絕滅的侏羅紀恐龍其中一個屬，目前該屬僅有一個已知物種徐氏曙光鳥（Aurornis xui）。徐氏曙光鳥被認為可能是迄今已知的恐龍演化成鳥類過程中重要的基群之一，同時也是這一階段所發現最為古老的化石證據。依據親緣關係學來看徐氏曙光鳥被視為比近鳥龍屬、脅空鳥龍屬和曉廷龍屬等還要早的鳥翼類物種，甚至比大約生活在1億年前的始祖鳥來得更早，但是研究人員根據骨骼系統則認為黎明鳥屬可能與近鳥類、擅攀鳥龍科與始中國羽龍屬較無直接的發展關係。對此一些科學家認為其是絕大部分鳥類最古老的直系物種，然而也有科學家認為僅能夠將其視為類似鳥類的有羽毛恐龍之先祖。

## 发现
徐氏曙光鳥的化石在2013年時被古生物學家於中國東北遼寧省的髫髻山組地層發現並且首次為其命名，其中「曙光鳥」（Aurornis）一詞分別取自拉丁語中具有黎明或者曙光之意的「aurora」、以及古希臘語中作為鳥類通用名稱的「ὄρνις」（órnis），而其種加詞則是給予著名的古生物學學者徐星。曙光鳥屬歸類在獸腳亞目之下，主要生活在侏儸紀時期的歐亞大陸東部。全長約50公分的徐氏曙光鳥的化石儘管在雙臂與脖子有著羽毛痕跡，但是應該僅能夠以滑翔的方式進行移動。

## 外部連結
- （英文） World's Earliest Bird Discovered （页面存档备份，存于）
- （英文） Archaeopteryx restored in fossil reshuffle （页面存档备份，存于）
- （英文） Fossil muddies the origin of birds （页面存档备份，存于）
- （葡萄牙文） Fóssil achado na China é candidato a mais antigo ancestral das aves （页面存档备份，存于）
- （葡萄牙文） Instituto belga encontra esqueleto completo de dinossauro do Jurássico （页面存档备份，存于）
- （乌克兰語） Предок усіх птахів. Можливо. （页面存档备份，存于）